# Hexatoma (Hexatoma) nigra
Hexatoma (Hexatoma) nigra is een tweevleugelige uit de familie steltmuggen (Limoniidae). De soort komt voor in het Palearctisch gebied.